# Вікових два дуби черешчатих, 120 років
Вікових два дуби черешчатих 120 років — ботанічна пам'ятка природи місцевого значення. Об'єкт розташований на території Токмацького району Запорізької області, село Долина.
Площа — 0,1 га, статус отриманий у 1972 році.